# 鋼圈胸罩

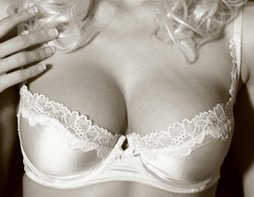
一种半罩杯钢圈胸罩

钢圈胸罩（英語：Underwire bra），是一种在面料内安放半圆剛性薄片的胸罩。薄片材质可能是金属、塑料或是树脂，缝在每个罩杯面料的内部，由胸罩中央延展至佩戴者的腋下，有助于乳房的支撑、提升、分离和塑形。许多胸罩都有钢圈设计，包括非罩杯胸罩、半罩杯胸罩、哺乳胸罩及背心，裙子和泳衣等内置胸罩的衣服。
钢圈胸罩的概念可追溯至1893年一项乳房固定設備的專利，該專利是在乳房下方增加一個平板以增加穩定性。现代钢圈胸罩出現在1930年代，於1950年代開始广泛普及。2005年時钢圈胸罩是市场增长最快的胸罩。没有钢圈的胸罩称为软罩杯胸罩。
穿著鋼圈胸罩的女性有時會有乳腺痛、乳腺炎或是过敏等病症，而在機場或是監獄接受安全檢查時，偶爾会因胸罩中鋼圈觸動金屬探測器而需額外的檢查。有出現過胸罩中的钢圈讓一發流彈跳彈，因而拯救一名女性的例子，或阻擋其他攻擊武器的案例。

## 历史

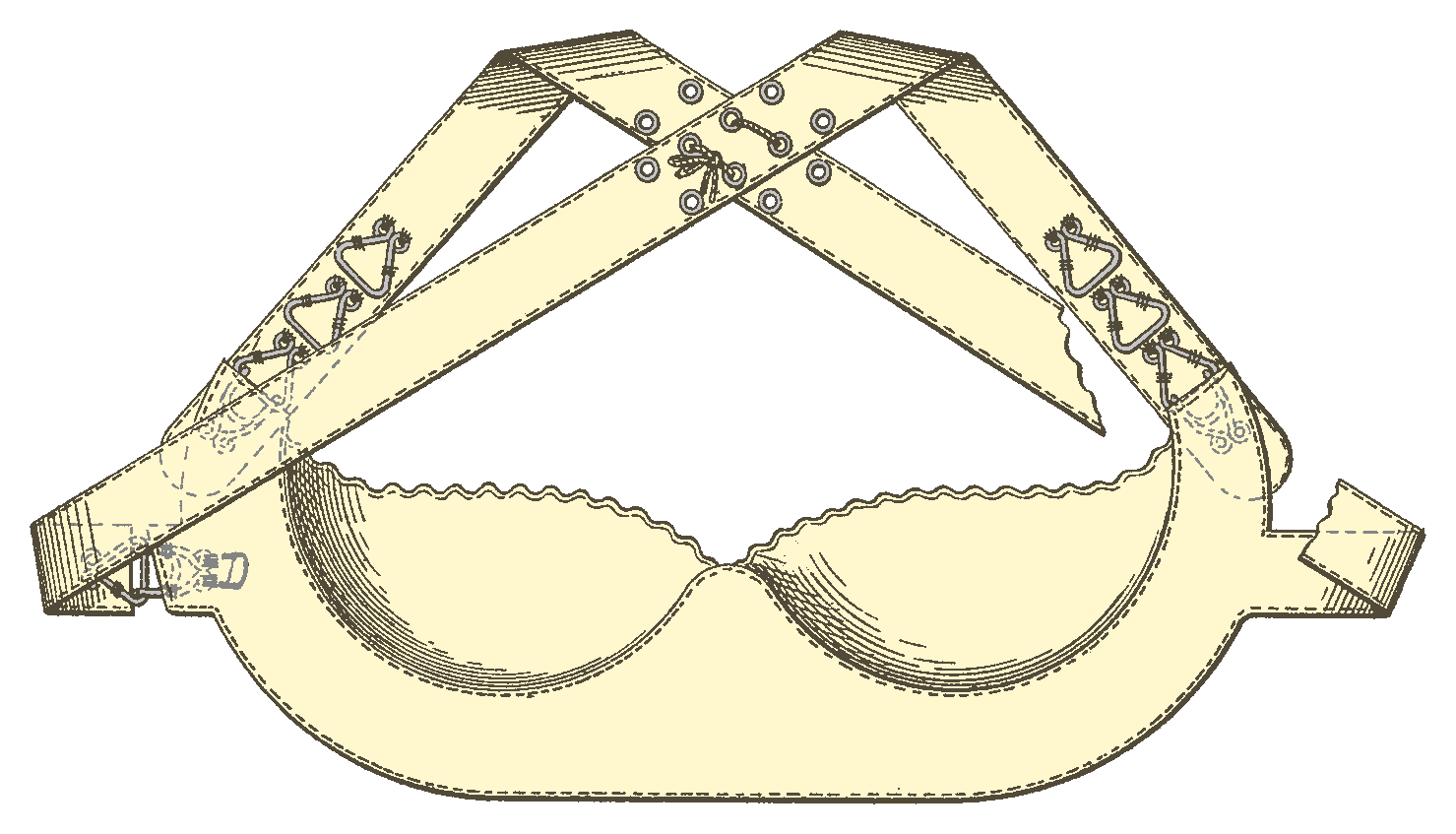
玛丽·图斯的“乳房支撑器”

钢圈胸罩的原型可追溯至1893年，纽约人玛丽·图斯克发明的“乳房支撑器”获得专利。乳房支撑器被形容为紧身胸衣的修改版，与如今的聚拢文胸支撑乳房的设计十分相像。其由金属、纸板及其他刚性材料制成，其形状与乳房下的躯干极为吻合。在它上面覆盖着丝绸、帆布和其他布料，延展了平台，使每个乳房形成一个口袋。平台弯曲围绕着躯干，止于腋窝处，维持在适当位置，并在背部调正为贴合紧密的X形交错肩带，用钩眼固定。
直到1930年代，钢圈胸罩才在美国设计出并被投入生产。海伦·庞斯在1931年获得一项胸罩专利，她发明的“开放式钢圈”，平贴于胸前，环绕在两个乳房的底部和两侧。1934年，出现用于罩杯间的U形片，旨在保持乳房的分离。1938年，宝莲·鲍里斯获颁名为“乳房支撑器”的专利，其使用钢圈部件将乳房完全包围。1940年，沃尔特·埃米特·威廉姆斯的蜘蛛网式钢圈获得专利，该专利以环绕并覆盖每个乳房提供支撑。尽管钢圈胸罩的发展始于1930年代，但直到1950年代二战结束后国内金属供应放开，才得以普及。
1940年代，霍华德·休斯为强调有份参演电影《不法之徒》珍·罗素的胸部，设计了一款聚拢型钢圈胸罩。照罗素所说，戴那个“荒谬”的玩意很是痛苦，有时在拍电影时她会把胸罩换成自己的。该胸罩目前藏于好莱坞博物馆。
伴随着钢圈胸罩在1950年代的广泛使用，钢圈已被纳入许多胸罩的设计中，许多衣服也内置钢圈胸罩。1990年，诺玛卡·迈利将钢圈文胸纳入到连体和分体泳衣（比基尼）中。斯科特·卢克丽霞发明的集成文胸的背心，于1989年获颁专利。

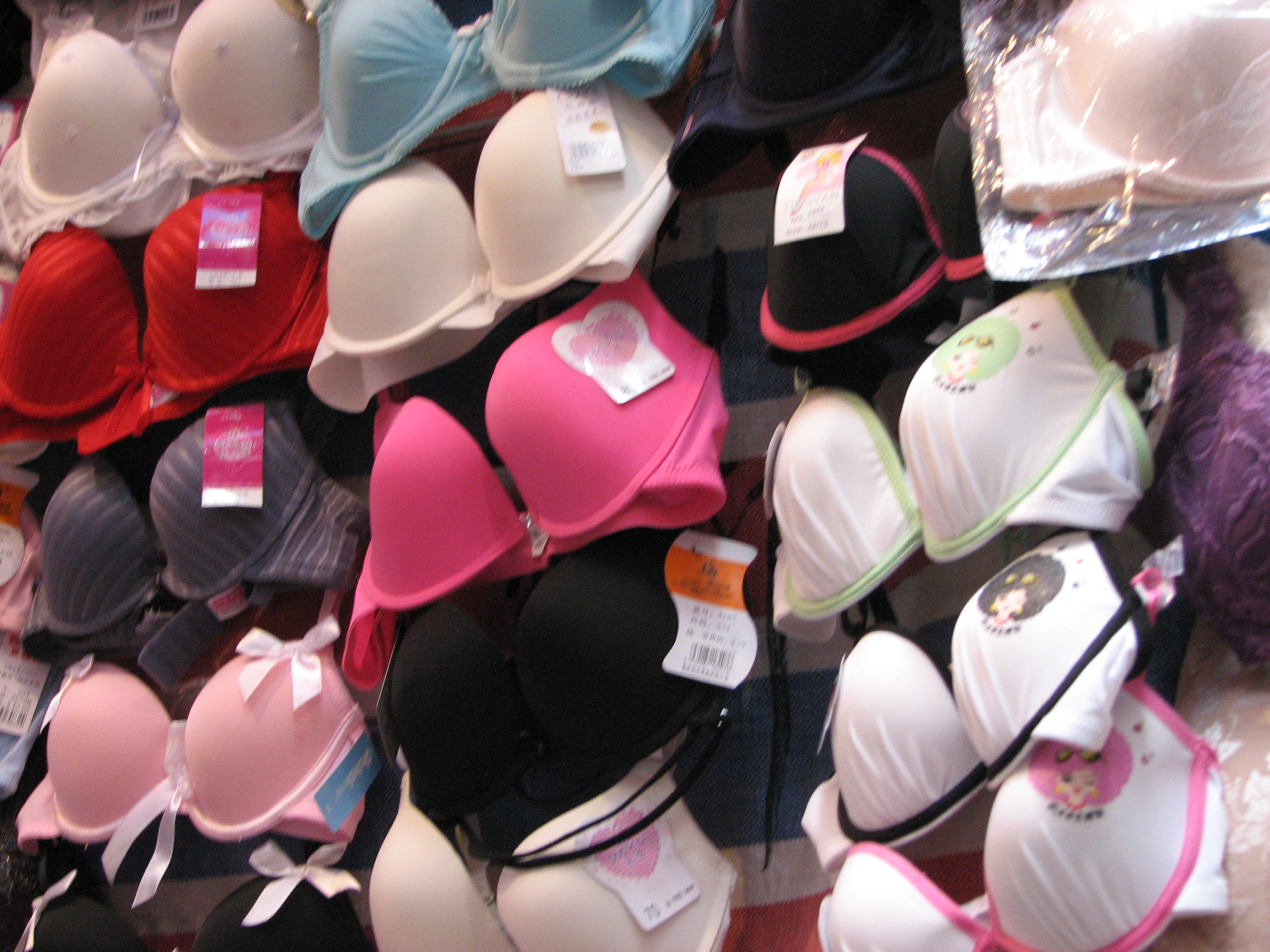
陈列于零售店中的钢圈胸罩

2000年，钢圈胸罩占据英国胸罩市场60%的份额，2005年增至70%。2001年，500万件胸罩在美国卖出，其中约70%（350万件）为钢圈胸罩。截至2005年，钢圈胸罩是胸罩市场领域中增长速度最快的产品。

## 钢圈构造

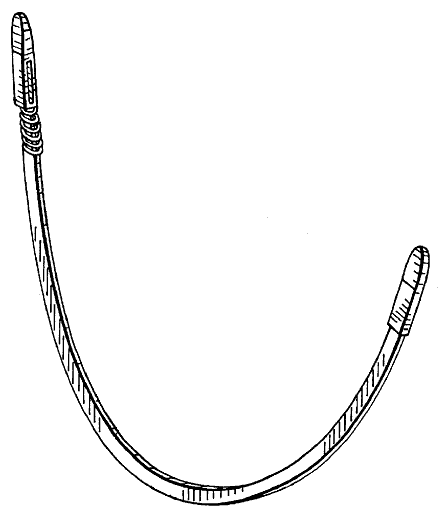
S&S Industries发明的胸罩钢圈

钢圈胸罩设有一个半月形的“钢圈”，嵌入环绕在每个罩杯底部和侧面的通道中，其头部靠近胸罩的前部和中心，尾部则靠近袖孔。钢圈大多由金属制成，小部分为塑料。由于没有金属钢圈同样的支撑性能和刚性，塑料钢圈的市场份额非常小。金属钢圈是一条薄薄的金属条，两端有尼龙涂层，其成分有钢和镍钛形状记忆合金。根据为维多利亚的秘密、Bail、Playtex、VF Corporation、Warnaco集團等品牌，提供钢圈的纽约制造商S&S Industries的数据，70%穿胸罩的女性，选择金属钢圈胸罩。
当钢圈穿破胸罩面料，可能给穿戴者会造成巨大的不适。已故名厨、电视名人兼商人克拉丽莎·迪克森·莱特，只在特殊场合穿胸罩。在50岁生日派对上跳舞时，她突然觉得“胸口出奇的痛苦”。起先她以为自己心脏病发作，“疼痛越来越剧烈，打了个踉跄，才发现我的钢圈胸罩破了。”
由于钢圈可以撕开布料，大多数妇女在清洗胸罩时，会选择手洗，即便是机洗也要调到“缓和干洗”模式。一种名为胸罩清洗袋的拉链网眼袋，可以在机洗胸罩时，防止钢圈从胸罩中脱落。
2002年，S&S Industries获得了钢圈设计专利，该设计在钢圈的一端或两端加装弹簧塑料垫，弹簧有助于防止钢圈外露。2008年，威尔士的斯科特·代顿发明了“胸罩天使”，一个简单的装置，用以修复钢圈弹出通道的胸罩。其上面的塑料盖要装配到钢圈的尾部，然后将其插入胸罩，并将倒钩放在适当的位置。

## 健康问题

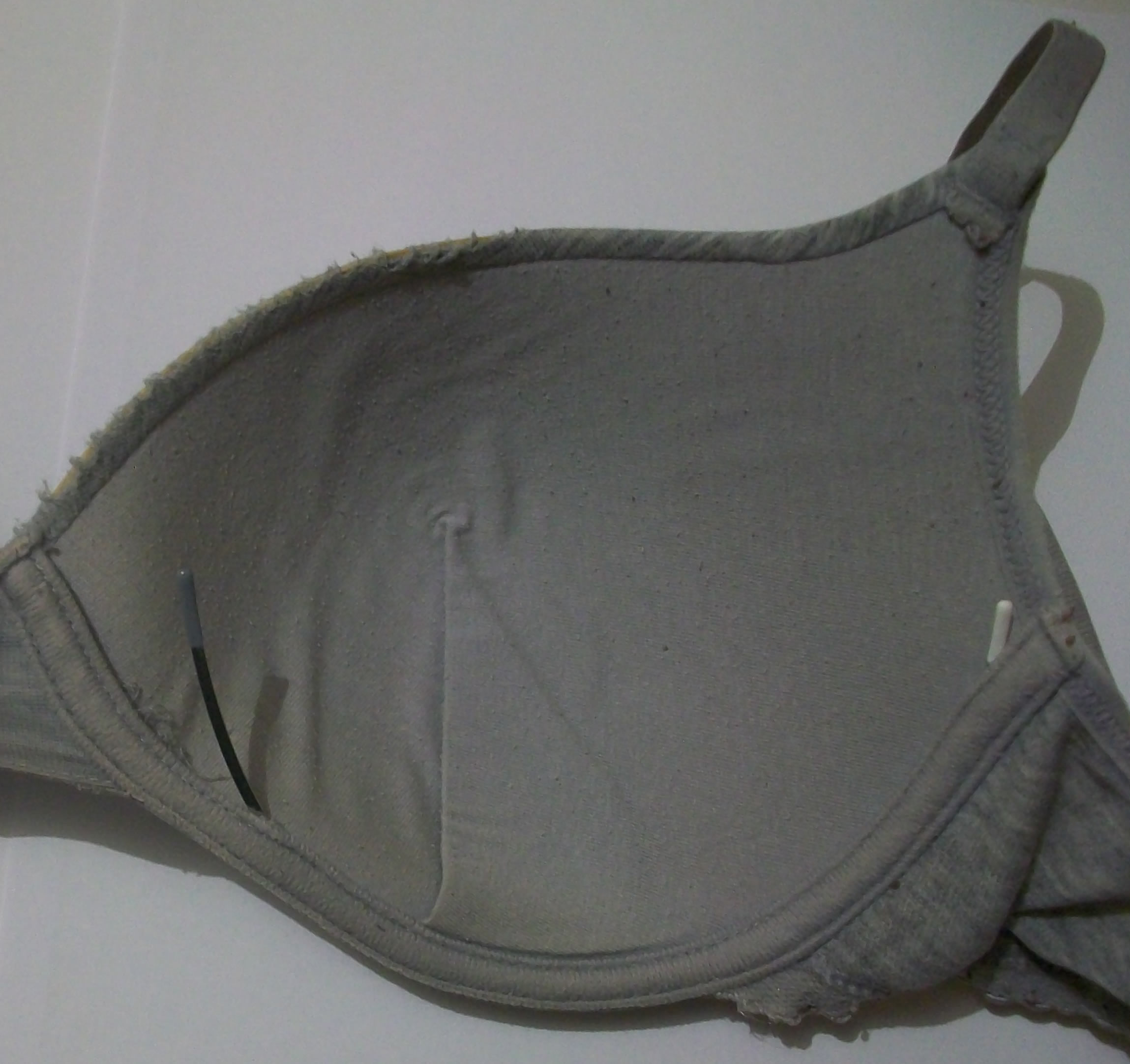
钢圈外露的胸罩

钢圈对乳房进行摩擦、挤捏时，会引起皮肤红肿和乳腺痛，若穿戴钢圈从面料中突出的破胸罩，会将皮肤划伤甚至切开。少数女性的皮肤对镍和其他金属有过敏反应，她们穿着钢圈外露的胸罩可能会引发接触性皮炎。有些针灸师反对依赖钢圈胸罩，当金属线穿过人体的经络时，会阻碍气和能量的流动。

### 对哺乳期的影响
钢圈胸罩和其他紧缩性衣服一样，可能会导致哺乳期妇女输乳管堵塞。怀孕期间乳房大小的波动亦是另一个问题，钢圈文胸是刚性的，不能很好地适应乳房大小的改变，导致胸罩不合身而不能正确地支撑乳房。乳房切除术后数天，由于乳房还很脆弱，不宜使用胸罩。

### 除颤器使用
穿着金属胸罩的病人，在使用自动体外心脏去颤器时可能会引起灼伤，因此在使用前应把胸罩摘除。在2007年的电视节目《流言终结者》中，有一期节目，测试佩戴钢圈文胸的患者，在使用除颤器时被灼伤的可能性。他们得出不太可能的结论，除非金属钢圈暴露，与除颤器的贴片非常接近也可能产生。

### 热带疾病
一份医疗报告证明，在热带地区穿着钢圈文胸，尤其是在东非，可能会让乳房由嗜人瘤蝇蛆出现蝇蛆病。这种苍蝇的卵和幼虫可以寄生在衣服中，特别是文胸钢圈的周围，只能通过加热熨烫从能彻底杀死，但传统的钢圈文胸幾乎不可能藉由熨烫方式，達到可以杀死钢圈周围幼虫的温度。

## 法律问题
美国交通运输管理局（TSA）建议妇女穿无钢圈胸罩，以防被金属探测器检出。尽管大多数女性乘客穿胸罩没有任何问题，这取决于钢圈的材料。

### 运输安全
2008年8月24日，星期日，电影制片人南希·凯茨在安检时被金属探测器探测到，工作人员试图拍打她的乳房时进行检查时，遭到她的反对。她向工作人员表示：“你不能因我穿胸罩，就把我当成罪犯。”TSA主管告诉她，必须要在私人房间内接受拍身检查，否则就不允许登机。凯茨去卫生间将胸罩取下后交给主管，為了表示抗議，她以裸胸的姿态走向安检口。后来主管向她解釋，胸罩中的钢圈是导致金属探测器误报的主要原因。
2010年8月，癌症康复者、美国航空公司值班乘务员凯茜·博西，前往夏洛特道格拉斯国际机场赶乘下一班机。TSA工作人员让她通过含大量辐射全身扫描仪后，才给她放行。“安检员让我把登机牌放在背上，”她表示，“当我照做时，工作人员让我去私人检查区。”當安检员强迫她脱光衣服，展示植入假体的乳房時，她不悅地表示，安检员的搜身检查讓她“深受冒犯”。但事實上，安檢人員的行为违反了TSA的指示規定，规定中清楚寫明，安检员不能触碰或检查切掉乳房的假体。
2010年10月，CNN员工罗斯玛丽·菲兹帕特里克被金属探测器检测到后，接受了私人检查，期间安检员施加了侵略性的“手滑检查”。她“用手抚摸乳房周围，接着又摸了肚子、臀部和大腿内侧，还摸了最为隐私的地方。罗斯玛丽表示，她在搜身过程中哭了，“我感到很无助，这是对我的侵犯，我觉得备受侮辱。”
对此，名为凯旋国际的瑞士公司，于2001年底推出一款以树脂制成的“飞行常客胸罩”。其采用的无金属扣设计，不会被金属探测器检测出。这款胸罩目前未在北美上市，公司加拿大区发言人在2004年表示，尚未清楚这款胸罩是否继续生产。

### 惩教机构规定
一些惩教机构，如圣昆丁州立监狱，让来访者要么剪开胸罩把钢圈取出，要么使用该机构为访客临时提供的无钢圈胸罩，这让不知情的访客很是尴尬和震惊 。而其他机构则要求女性在洗手间内摘掉胸罩后再通过金属探测器，返回时到卫生间把胸罩拿回来。
2010年6月，律师布兰妮·霍斯特曼前往迈阿密联邦拘留中心会见客户，接受安检时，她的钢圈胸罩被金属探测器测出。她在洗手间将胸罩脱去后，却以不戴胸罩有违拘留中心着装规定为由，被禁止进入监狱。联邦公共律师办公室联络典狱长琳达·麦格鲁调查此事，她得知狱警曾收到一份允许穿着钢圈胸罩者进入监狱的备忘录，但霍斯特曼造访期间的值班看守对修改后的规定毫不知情。典狱长将此事归结为“失常”，保证同类事件不会再次发生。

## 意外事故
有一些胸罩钢圈造成子弹或其他物体偏离，挽救佩戴者生命的个案。1996年，钢圈胸罩挽救了一位女孩的生命。据医院工作人员的介绍，这名女孩的身子被栏杆穿透，胸罩的钢圈将栏杆从心脏致命处錯開，挽救了她的性命。也有一些个案中，胸罩钢圈造成子弹跳開，或致使子弹穿入心脏以外的身体部分。其中一件就发生在2004年，一位贫民窟男孩射擊的流彈飛向海伦·凯莉的胸部，因胸罩的钢圈而讓流彈跳彈而沒有傷害到心脏 。2008年，一名抢劫受害者的胸部被刺时，攻击者的小刀恰好碰到钢圈后錯開重要器官，从而保全了她的性命。